# Lukovich Aladár
Tergenyei és szuddarázsi Lukovich Aladár Gejza Manó (Lukovics/Lukovits; Homonna, 1870. június 14. – Budapest, 1943. október 31.) gazdasági egyesületi titkár, országgyűlési képviselő, lovas.

## Élete
Szülei Lukovics Geiza földbirtokos, ügyvéd és andreszki Andreszky Emma (1839–1919) voltak. Testvérei Ödön, Gyula és Irén (1880–1922) voltak. Felesége Széchy Mária, majd Fritsch Ilona volt. Lánya Polzer Ernőné L. Mária volt. A homonnai polgári fiúiskola, az eperjesi katolikus gimnázium, a sátoraljaújhelyi piarista gimnázium és a miskolci református gimnázium elvégzése után Kassán jogot hallgatott, majd Budapesten az államtudományok doktora lett. 1893-ban elvégezte a Magyaróvári Gazdasági Akadémiát, majd 1898-ig gazdatiszt volt Wimpfen Siegfried temesi uradalmában. 1898. április 15-én a Sárosvármegyei Gazdasági Egyesület titkárának választották meg. A vármegyében szeszfinomító szövetkezetet létesített. Gazdasági kutatások céljából beutazta az európai országokat. Az első világháború alatt az orosz betöréskor szervezte az evakuálást és az újjáépítést. 1917 végén az Országos Magyar Földbérlő Egyesület ügyvezető igazgatójává nevezték ki. A Tanácsköztársaság alatt május végén letartóztatták, s a Markó-utcai börtönből csak az angol misszió közbenjárására szabadult ki, de még ezután is többször fogságba került. A bolsevikok bukása után a Kisgazda és Földmives Párt újraszervezésében jeleskedett, s annak vezetőségi tagja, majd igazgatója lett. A nagykátai kerület nemzetgyűlési képviselővé választotta, majd a gyűlés egyhangúlag háznaggyá választotta.
1920-ban az Universum Kereskedelmi Részvénytársaság igazgatósági tagja lett, de erről le akarták mondatni. A nemzetgyűlésnek volt háznagya. 1920-ban az elsők között tüntették ki a gazdasági főtanácsosi méltósággal. 1943-ban aranyokleveles gazda lett.
Cikkei a társulat Gazdasági Értesítőjében és az Eperjesi Lapokban jelentek meg. Szerkesztette az eperjesi egyesület Gazdasági Értesítőjét 1898-tól, illetve A Föld című lapot. A Királyi Magyar Természettudományi Társulat tagja volt. Az Országos Magyar Gazdasági Egyesület III. szakosztályának jegyzője volt. Az 1903-as eperjesi ügető-verseny versenytitkára volt. Az Országos Mezőgazdasági Kamara tagja volt.
A Fiumei úti sírkertben nyugszik.

## Művei
- 1899 Skerz Spolku Gazdovskoho Sariskij Stolici predlozene gazdovske viucene. Eperjes (tsz. Havas Jakab; A sárosvármegyei gazdasági egyesület Évkönyve)
- 1900 A sárosvármegyei Gazdasági Egyesület 1899. évi működéséről szóló évi jelentés. Eperjes